# Julien Hourcade
Pour les articles homonymes, voir Hourcade.
Pas d'image ? Cliquez ici

a Compétitions nationales et continentales officielles uniquement.

Dernière mise à jour le 22 mars 2020.
Julien Hourcade, né le 14 janvier 1981, est un joueur français de rugby à XV.

## Biographie
Julien Hourcade commence le rugby à XV avec le FC Oloron, le Stade montois et le CS Villefranche-sur-Saône.
Il joue en professionnel avec la Section paloise, le FCS Rumilly, l'US bressane puis avec le RAC angérien,,.